# This Means War!
This Means War! é o nono álbum de estúdio da banda Petra, lançado em 1987. O disco atingiu o nº 1 do Top Contemporary Christian e foi indicado ao Grammy Awards na categoria Best Gospel Performance (Duo Or Group) em 1988.
Neste álbum é de assinalar as letras alusivas à guerra espiritual, temática esta que se manteve em diversos álbuns seguintes.
Em 2012, "This Means War!" foi relançado em uma edição comemorativa de 25 anos de seu lançamento.

## Faixas
Todas as músicas por Bob Hartman, exceto onde anotado
1. "This Means War!" – 3:30
2. "He Came, He Saw, He Conquered" (Hartman, John Elefante) – 4:10
3. "Get on Your Knees and Fight Like a Man" – 4:32
4. "I Am Available" – 4:27
5. "Kenaniah" (Lawry, Kingen) – 3:43
6. "You Are My Rock" (John & Dino Elefante) – 4:21
7. "The Water Is Alive" – 3:48
8. "Don't Let Your Heart Be Hardened" – 3:41
9. "Dead Reckoning" – 3:23
10. "All the King's Horses" – 4:17

## Créditos
- Bob Hartman - Guitarra
- John Schlitt - Vocal
- John Lawry - Teclados, vocal de apoio
- Mark Kelly - Baixo, vocal de apoio
- Louie Weaver - Bateria